# Amtsbezirk Fraubrunnen
Der Amtsbezirk Fraubrunnen war bis zum 31. Dezember 2009 eine Verwaltungseinheit mit Hauptort Fraubrunnen im Schweizer Kanton Bern. Der Amtsbezirk umfasste 27 Gemeinden und hatte 39'569 Einwohner (Stand 31. Dezember 2008) auf 123,72 km².

## Gemeinden
| Name der Gemeinde           | Einwohner (31. Dez. 2008) | Fläche in km² | Einwohner pro km² |
| --------------------------- | ------------------------- | ------------- | ----------------- |
| Ballmoos                    | 54                        | 1,50          | 36                |
| Bangerten                   | 161                       | 2,20          | 73                |
| Bätterkinden                | 2'996                     | 10,19         | 294               |
| Büren zum Hof               | 478                       | 3,50          | 137               |
| Deisswil bei Münchenbuchsee | 95                        | 2,16          | 44                |
| Diemerswil                  | 203                       | 2,86          | 71                |
| Etzelkofen                  | 315                       | 2,80          | 113               |
| Fraubrunnen                 | 1'777                     | 7,70          | 231               |
| Grafenried                  | 945                       | 4,70          | 201               |
| Iffwil                      | 409                       | 5,06          | 81                |
| Jegenstorf                  | 4'630                     | 7,40          | 626               |
| Limpach                     | 338                       | 4,40          | 77                |
| Mattstetten                 | 590                       | 3,79          | 156               |
| Moosseedorf                 | 3'555                     | 6,38          | 557               |
| Mülchi                      | 241                       | 3,80          | 63                |
| Münchenbuchsee              | 9'750                     | 8,81          | 1'107             |
| Münchringen                 | 562                       | 2,40          | 234               |
| Ruppoldsried                | 264                       | 2,20          | 120               |
| Schalunen                   | 387                       | 1,40          | 276               |
| Scheunen                    | 77                        | 2,00          | 39                |
| Urtenen-Schönbühl           | 5'580                     | 7,19          | 776               |
| Utzenstorf                  | 4'080                     | 16,94         | 241               |
| Wiggiswil                   | 106                       | 1,44          | 74                |
| Wiler bei Utzenstorf        | 804                       | 3,82          | 210               |
| Zauggenried                 | 318                       | 3,70          | 86                |
| Zielebach                   | 330                       | 1,91          | 173               |
| Zuzwil (BE)                 | 524                       | 3,47          | 151               |
| Total (27)                  | 39'569                    | 123,72        | 320               |

## Veränderungen im Gemeindebestand

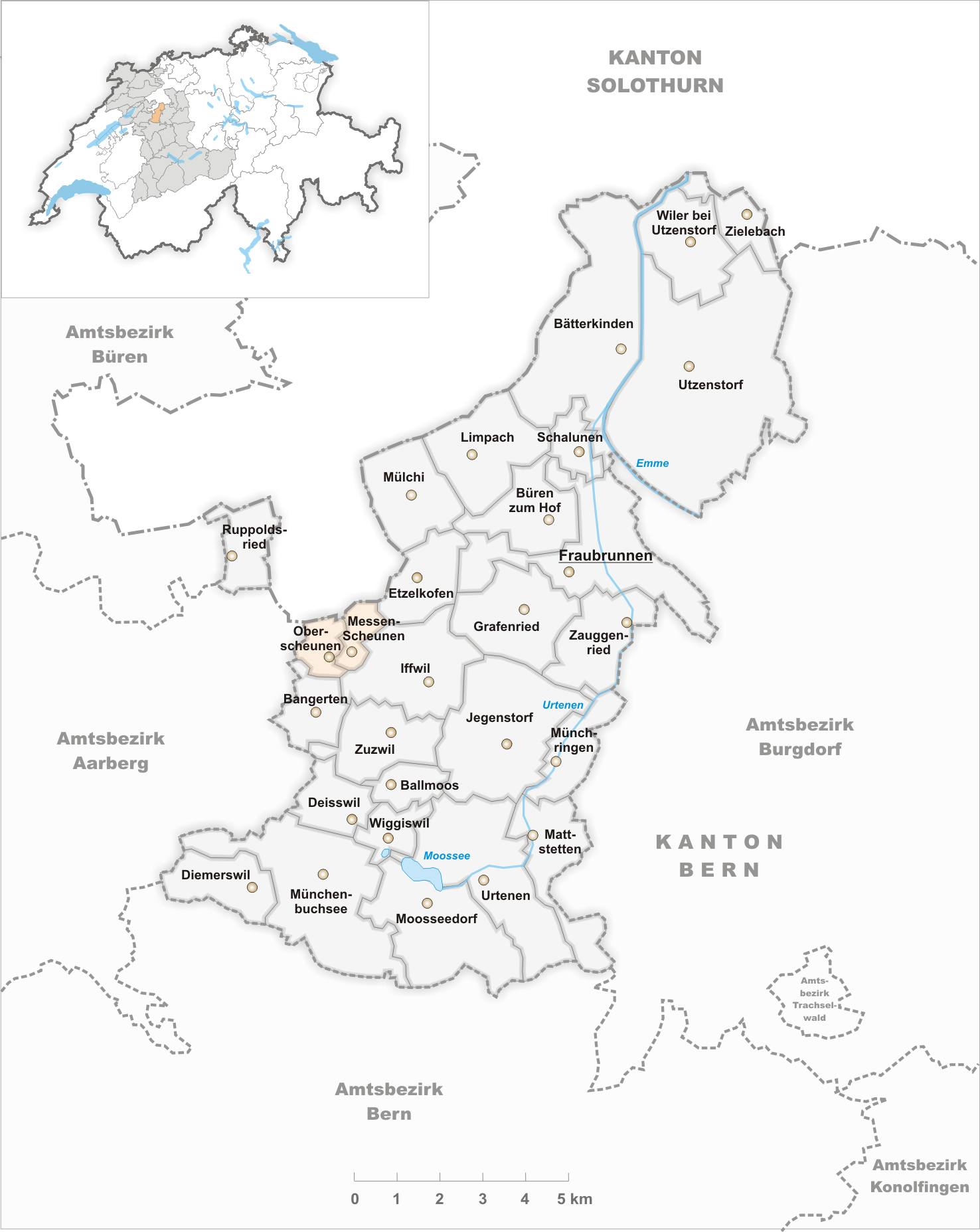
Gemeinden bis 1911
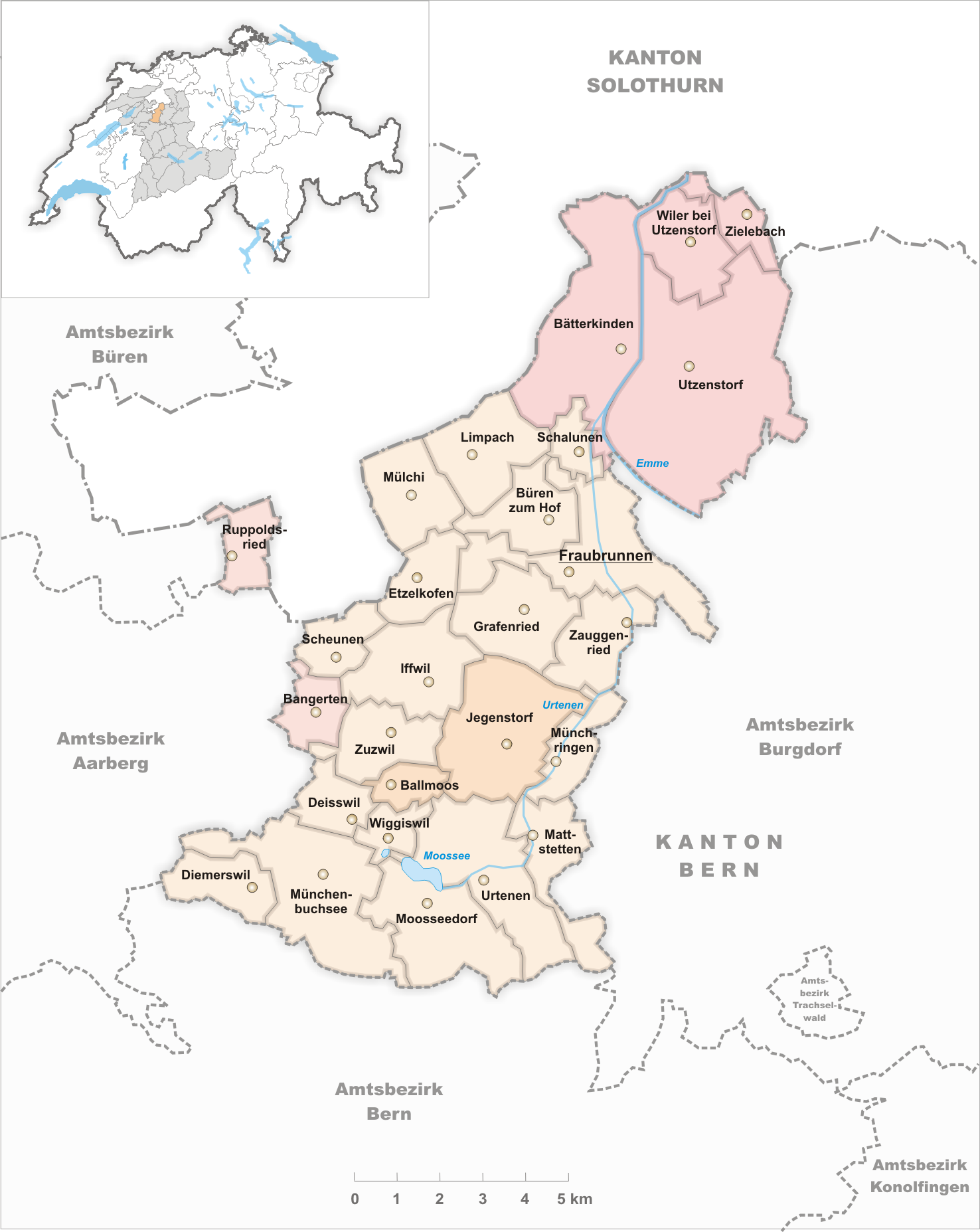
Gemeinden bis 2009

- 1912: Fusion Messen-Scheunen und Oberscheunen → Scheunen
- 2010: Fusion Ballmoos und Jegenstorf → Jegenstorf
- 2010: Bezirkswechsel von Bangerten und Ruppoldsried vom Amtsbezirk Fraubrunnen → Verwaltungskreis Seeland
- 2010: Bezirkswechsel von Bätterkinden, Utzenstorf, Wiler bei Utzenstorf, und Zielebach  vom Amtsbezirk Fraubrunnen → Verwaltungskreis Emmental
- 2010: Bezirkswechsel aller anderen 20 Gemeinden vom Amtsbezirk Fraubrunnen  → Verwaltungskreis Bern-Mittelland